# Aspidothelium mirabile
Aspidothelium mirabile är en lavart som beskrevs av Lücking. Aspidothelium mirabile ingår i släktet Aspidothelium och familjen Aspidotheliaceae.   Inga underarter finns listade i Catalogue of Life.